# Campionat del Món de resistència
El Campionat del Món de resistència (en anglès: Endurance World Championship, abreujat EWC), regulat per la FIM, és la competició principal de la disciplina motociclista de la resistència. La temporada del campionat consisteix en diverses curses celebrades en circuits permanents, els resultats de les quals es combinen per tal de determinar anualment dos Campions del Món (el d'equips i el de fabricants).

## Història
El primer campionat internacional de la disciplina fou la FIM Endurance Cup (Copa de Resistència FIM), creada el 1960 i programada inicialment a quatre curses: 24 Hores de Montjuïc, Bol d'Or, la Thruxton 500 (a Hampshire) i les "24 Hores de Warsage" (a Dalhem). El 1976, la FIM Endurance Cup esdevingué Campionat d'Europa i el 1980, Campionat del Món.
Durant la dècada de 1980 el calendari d'aquest campionat constava de més de deu proves, però després la seva popularitat anà decandint gradualment, fins a arribar a les quatre curses de què consta actualment. De fet, els anys 1989 i 1990 el campionat tornà a la categoria de Copa del Món (World Cup) en no haver assolit el mínim de proves requerit per la normativa esportiva de la FIM.
Les quatre curses actuals, anomenades "les clàssiques", són les 24 Hores de Le Mans, 24 Hores de Lieja (al Circuit de Spa-Francorchamps), les 8 Hores de Suzuka i el Bol d'Or (disputat al circuit Paul Ricard fins al 1999, i al Circuit de Nevers Magny-Cours des d'aleshores).
Fins al 2000, el títol de campió s'atorgava individualment al pilot que hagués acumulat més punts, però el 2001 les regles canviaren i el títol s'atorga d'ençà d'aleshores als equips.

## Sistema de puntuació

### Curses fins a 6 hores (o 1000 km)[2]
| Posició | 1  | 2  | 3  | 4  | 5  | 6  | 7 | 8 | 9 | 10 | 11 | 12 | 13 | 14 | 15 |
| Punts   | 25 | 20 | 16 | 13 | 11 | 10 | 9 | 8 | 7 | 6  | 5  | 4  | 3  | 2  | 1  |

### Curses de 6 a 12 hores (o de 1000 km a 1800 km)
| Posició | 1  | 2  | 3  | 4  | 5  | 6  | 7  | 8  | 9 | 10 | 11 | 12 | 13 | 14 | 15 |
| Punts   | 30 | 24 | 19 | 16 | 13 | 12 | 11 | 10 | 8 | 7  | 6  | 5  | 4  | 2  | 1  |

### Curses de més de 12 hores (o més de 1800 km)
| Posició | 1  | 2  | 3  | 4  | 5  | 6  | 7  | 8  | 9  | 10 | 11 | 12 | 13 | 14 | 15 |
| Punts   | 35 | 28 | 22 | 18 | 15 | 14 | 13 | 11 | 10 | 8  | 7  | 6  | 4  | 3  | 1  |

- Per a equips, els punts seran els guanyats a cada cursa.
- Per a fabricants, només la motocicleta del fabricant situada en la posició més alta acumularà punts, d'acord amb la posició assolida a la cursa.

## Categories i especificacions (2008)
Les motocicletes han de ser basades en models de carretera de sèrie, amb l'homologació adient de la FIM.

### Fórmula EWC
Cilindrada
- 4 cilindres de més de 600 cc fins a 1.000 cc 4T
- 3 cilindres de més de 750 cc fins a 1.000 cc 4T
- 2 cilindres de més de 850 cc fins a 1.200 cc 4T

La cilindrada ha de romandre dins els límits homologats, sense ser permesa la modificació de diàmetre i carrera per arribar als límits establerts.
Pesos mínims
Per a tres i quatre cilindres fins a 1000 cc:
- 165 kg: per a curses que no es corren parcialment de nit
- 170 kg: per a curses que es corren parcialment de nit

Per a dos cilindres de fins a 1200 cc:
- 170 kg: per a curses que no es corren parcialment de nit
- 175 kg: per a curses que es corren parcialment de nit

### Superstock
Cilindrada
- 4 cilindres de més de 600 cc fins a 1.000 cc 4T
- 3 cilindres de més de 750 cc fins a 1.000 cc 4T
- 2 cilindres de més de 850 cc fins a 1.200 cc 4T

La cilindrada ha de romandre dins els límits homologats, sense ser permesa la modificació de diàmetre i carrera per arribar als límits establerts.
Pesos mínims
La FIM decideix el valor del pes mínim per a un model homologat tal com es ven al públic mitjançant la determinació del seu pes en sec.
El pes en sec d'una motocicleta homologada es defineix com el pes total de la motocicleta (un cop sense combustible, placa de matrícula, eines i cavallet central si en té).
Per a confirmar el pes en sec d'un model se'n pesen un mínim de tres unitats i es comparen, arrodonint el resultat al dígit més proper.
Els pesos mínims per a les motocicletes són els següents:
- Pes en sec: menys de 120 kg per a curses que no es corren parcialment de nit
- Pes en sec: menys de 90 kg per a curses que es corren parcialment de nit

## Llista de Campions

### Primera etapa (1980-2000)
| Any  | Pilots                                | Fabricant |
| ---- | ------------------------------------- | --------- |
| 1980 | Marc Fontan Hervé Moineau             | Honda     |
| 1981 | Jean Lafond Raymond Roche             | Kawasaki  |
| 1982 | Jean-Claude Chemarin Jacques Cornu    | Kawasaki  |
| 1983 | Richard Hubin Hervé Moineau           | Suzuki    |
| 1984 | Gerard Coudray Patrick Igoa           | Honda     |
| 1985 | Gerard Coudray Patrick Igoa           | Honda     |
| 1986 | Patrick Igoa                          | Honda     |
| 1987 | Hervé Moineau Bruno Le Bihan          | Suzuki    |
| 1988 | Hervé Moineau Thierry Crine           | Suzuki    |
|      |                                       |           |
| 1989 | Alex Vieira                           | Honda     |
| 1990 | Alex Vieira                           | Honda     |
|      |                                       |           |
| 1991 | Alex Vieira                           | Kawasaki  |
| 1992 | Terry Rymer Carl Fogarty              | Kawasaki  |
| 1993 | Doug Toland                           | Kawasaki  |
| 1994 | Adrien Morillas                       | Kawasaki  |
| 1995 | Stéphane Mertens Jean-Michel Mattioli | Honda     |
| 1996 | Brian Morrison                        | Kawasaki  |
| 1997 | Peter Goddard Doug Polen              | Suzuki    |
| 1998 | Doug Polen Christian Lavieille        | Honda     |
| 1999 | Terry Rymer Jéhan d'Orgeix            | Suzuki    |
| 2000 | Peter Lindén Warwick Nowland          | Suzuki    |

1. ↑  Les temporades de 1989 i 1990, el campionat tingué rang de Copa del Món.

### Segona etapa (2001-Actualitat)
A 22 de novembre de 2024
| Any       | Pilots                                                 | Fabricant | Fabricant | Equip                              |
| Any       | Pilots                                                 | Marca     | Moto      | Equip                              |
| --------- | ------------------------------------------------------ | --------- | --------- | ---------------------------------- |
| 2001      | Albert Aerts · Laurent Naveau · Heinz Platacis         | Honda     | VTR RC51  | WIM Motors Racing 9                |
| 2002      | Warwick Nowland                                        | Suzuki    | GSX-R1000 | Zongshen 2                         |
| 2003      | James Ellison                                          | Suzuki    | GSX-R1000 | Suzuki Phase One                   |
| 2004      | David Checa · William Costes                           | Yamaha    | YZF-R1    | Yamaha Racing - GMT94              |
| 2005      | Keiichi Kitagawa                                       | Suzuki    | GSX-R1000 | Suzuki Castrol Team                |
| 2006      | Keiichi Kitagawa · Vincent Philippe · Matthieu Lagrive | Suzuki    | GSX-R1000 | Suzuki Castrol Team                |
| 2007      | Vincent Philippe · Matthieu Lagrive                    | Suzuki    | GSX-R1000 | SERT                               |
| 2008      | Julien da Costa                                        | Suzuki    | GSX-R1000 | SERT                               |
| 2009      | Gwen Giabbani · Igor Jerman · Steve Martin             | Yamaha    | YZF-R1    | Yamaha Austria Racing 7 · (YART 7) |
| 2010      | Vincent Philippe · Freddy Foray                        | Suzuki    | GSX-R1000 | SERT                               |
| 2011      | Anthony Delhalle                                       | Suzuki    | GSX-R1000 | SERT                               |
| 2012      | Vincent Philippe · Anthony Delhalle                    | Suzuki    | GSX-R1000 | SERT                               |
| 2013      | Anthony Delhalle                                       | Suzuki    | GSX-R1000 | SERT                               |
| 2014      | David Checa · Mathieu Gines · Kenny Foray              | Yamaha    | YZF-R1    | Yamaha Racing - GMT94              |
| 2015      | Vincent Philippe · Étienne Masson · Anthony Delhalle   | Suzuki    | GSX-R1000 | SERT                               |
| 2016      | Lucas Mahias                                           | Suzuki    | GSX-R1000 | SERT                               |
| 2016-2017 | David Checa · Niccolò Canepa                           | Yamaha    | YZF-R1    | Yamaha Racing - GMT94              |
| 2017-2018 | Joshua Hook · Freddy Foray · Alan Techer               | Honda     | CBR1000RR | FCC TSR Honda France               |
| 2018-2019 | Jérémy Guarnoni · Erwan Nigon · David Checa            | Kawasaki  | ZX10RR    | SRC KAWASAKI France                |
| 2019-2020 | Étienne Masson · Gregg Black                           | Suzuki    | GSX-R1000 | SERT                               |
| 2021      | Sylvain Guintoli · Xavier Siméon · Gregg Black         | Suzuki    | GSX-R1000 | Yoshimura SERT Motul               |
| 2022      | Joshua Hook · Mike Di Meglio                           | Honda     | CBR1000RR | FCC TSR Honda France               |
| 2023      | Niccolo Canepa · Marvin Fritz · Karel Hanika           | Yamaha    | YZF-R1    | Yamaha Austria Racing Team         |
| 2024      | Gregg Black · Étienne Masson · Dan Linfoot             | Suzuki    | GSX-R1000 | Yoshimura SERT Motul               |